# Tony Tough and the Night of Roasted Moths
Tony Tough and the Night of Roasted Moths és un joc d'aventura per a PC dissenyat per Stefano Gualeni, desenvolupat per Prograph Research, publicat a Itàlia el 1997 i als EUA el 2002 per Got Game Entertainment.

## Jugabilitat
Els jugadors controlen el protagonista Tony Tough, un detectiu privat descrit com un «nan mimat i hipocondríac, veu nasal», guiant-lo a través del joc col·locant el cursor sobre objectes i manant a Tony que hi interaccioni amb ells. El joc comparteix molts trets amb títols com Day of the Tentacle, amb el qual ho han comparat els revisors. Això inclou un enfocament en les converses amb estranys personatges, resolució de trencaclosques, i la combinació i ús d'elements trobats per tot el joc. Els gràfics i l'animació són caricaturescs. Dues modalitats de joc estan presents; el mode principiant té menys trencaclosques i no presenta els dos minijocs inclosos.